# August Wesley
 (mai 2019).
Si vous disposez d'ouvrages ou d'articles de référence ou si vous connaissez des sites web de qualité traitant du thème abordé ici, merci de compléter l'article en donnant les références utiles à sa vérifiabilité et en les liant à la section « Notes et références ».
August Anselm Wesley (né Wesslin le 3 août 1887 à Tampere, encore en vie en 1942) est un journaliste et un syndicaliste finlandais qui a été le chef des Gardes rouges durant la Guerre civile finlandaise.

## Biographie
Il fait partie des Finno-Américains qui émigrent aux États-Unis en 1904. À 17 ans, il prend le bateau de Hambourg à New York où il débarque en septembre 1904. Il y devient un membre actif du Socialist Party of America, et étudiant au Work People's College de Duluth, au Minnesota.
Il est lieutenant, interprète et officier de renseignement de la Légion de Mourmansk.
Il pourrait être mort de faim lors du Siège de Léningrad en 1942, alors qu’il venait de Narva.